# Bridgeport (Virgínia de l'Oest)
Bridgeport és una població dels Estats Units, a l'estat de Virgínia de l'Oest. Segons el cens del 2000, tenia 7.306 habitants.

## Demografia
Segons el cens del 2000, Bridgeport tenia 7.306 habitants, 2.988 habitatges i 2.103 famílies. La densitat de població era de 339,9 habitants per km².
Dels 2.988 habitatges, en un 30,5%, hi vivien nens de menys de 18 anys; en un 60,8%, hi vivien parelles casades; en un 7,9%, dones solteres, i en un 29,6%, no hi vivien unitats familiars. En el 26,9% dels habitatges, hi vivien persones soles, el 13,5% de les quals eren persones de 65 anys o més que vivien soles. El nombre mitjà de persones que vivien en cada habitatge era de 2,41, i el nombre mitjà de persones que vivien en cada família, de 2,94.
Per edats, la població es repartia de la manera següent: un 23% tenia menys de 18 anys; un 5,7%, entre 18 i 24; un 25%, entre 25 i 44; un 26,7%, de 45 a 60, i un 19,6%, 65 anys o més.
L'edat mediana era de 43 anys. Per cada 100 dones de 18 o més anys hi havia 83,1 homes.
La renda mediana per habitatge era de 49.310 $, i la renda mediana per família, de 58.825 $. Els homes tenien una renda mediana de 46.590 $, i les dones, de 29.861 $. La renda per capita de la població era de 25.132 $. Entorn del 3,7% de les famílies i el 5% de la població estaven per sota del llindar de pobresa.

## Poblacions més properes
El següent diagrama mostra les poblacions més properes.